# Varecia variegata
Vari noir et blanc
Espèce
Répartition géographique
Statut de conservation UICN

 CR A2cd : 
En danger critique
Statut CITES
Le Vari noir et blanc est une espèce (Varecia variegata) de la famille des lémuridés. Ce lémurien se rencontre dans les forêts tropicales humides de l'île de Madagascar.

## Dénominations
Étienne de Flacourt, qui est le premier Européen à décrire au XVIIe siècle des lémuriens malgaches, nomme « varicossy » l'animal qui est « blanc avec des taches noires sur les côtés et sur la tête », et « le museau long comme un renard ».
L'espèce est également appelée maki noir et blanc , maki vari noir et blanc  ou encore varika. On rencontre aussi les termes maki vari, lémur vari ou encore lémur varié, qui désignent également le genre Varecia dans son ensemble.

## Sous-espèces
À l'intérieur de cette espèce, sont distinguées trois sous-espèces:
- Varecia variegata variegata
- Varecia variegata editorum
- Varecia variegata subcincta

La grande aire de répartition et la variation à l'intérieur de Varecia variegata variegata pourraient laisser supposer à nouveau plusieurs sous-groupes de vari noirs-et-blancs.

## Répartition et habitat
Comme tous les lémuriens, le vari noir et blanc est endémique de Madagascar. Il vit dans les forêts tropicales humides de moyenne altitude et de montagne dans l'est de l'île.
L’espèce se trouve en danger critique d'extinction.

## Description
- Poids : entre 3 et 5 kg

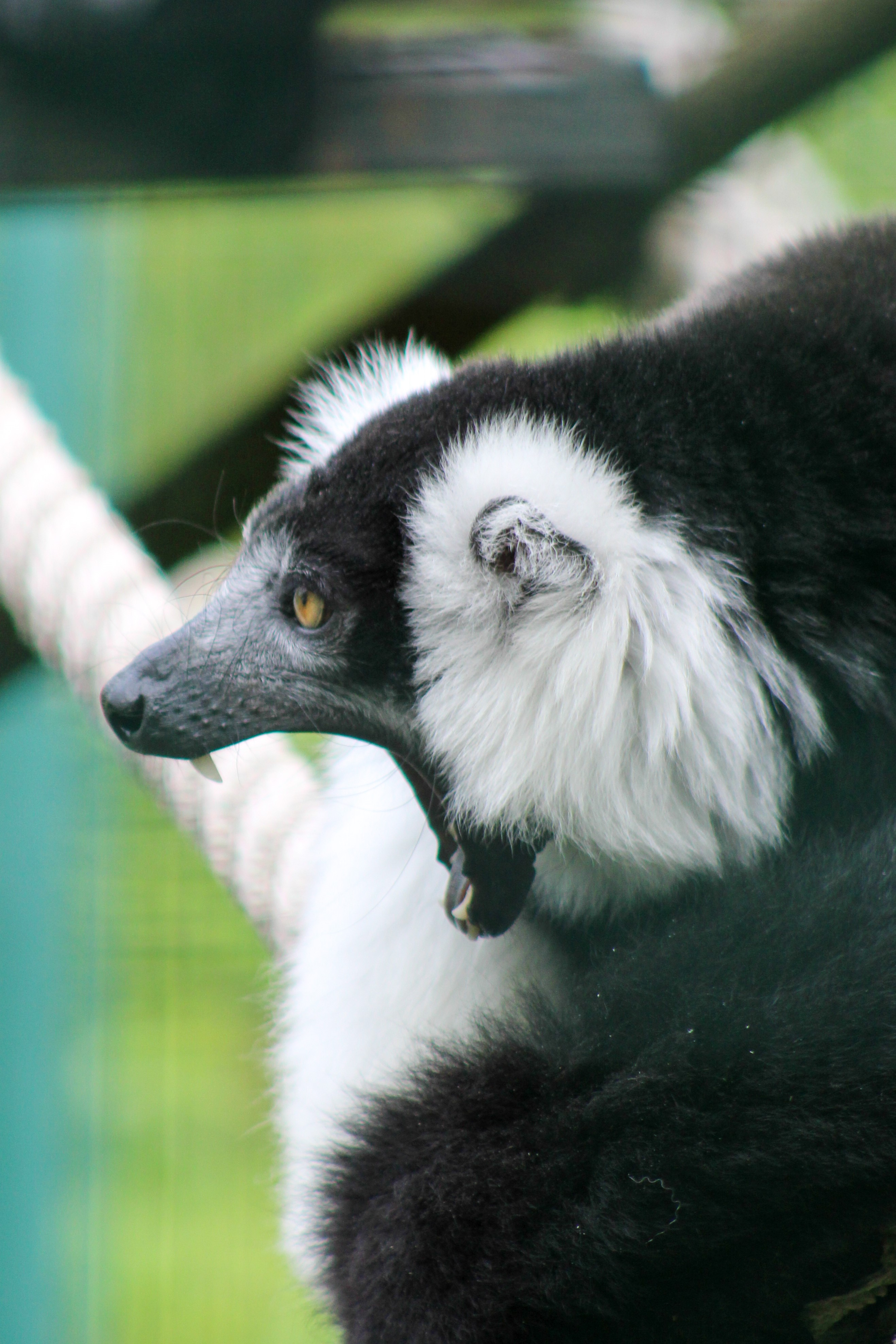
Vari noir et blanc au Parc Zoologique de la Citadelle de Besançon

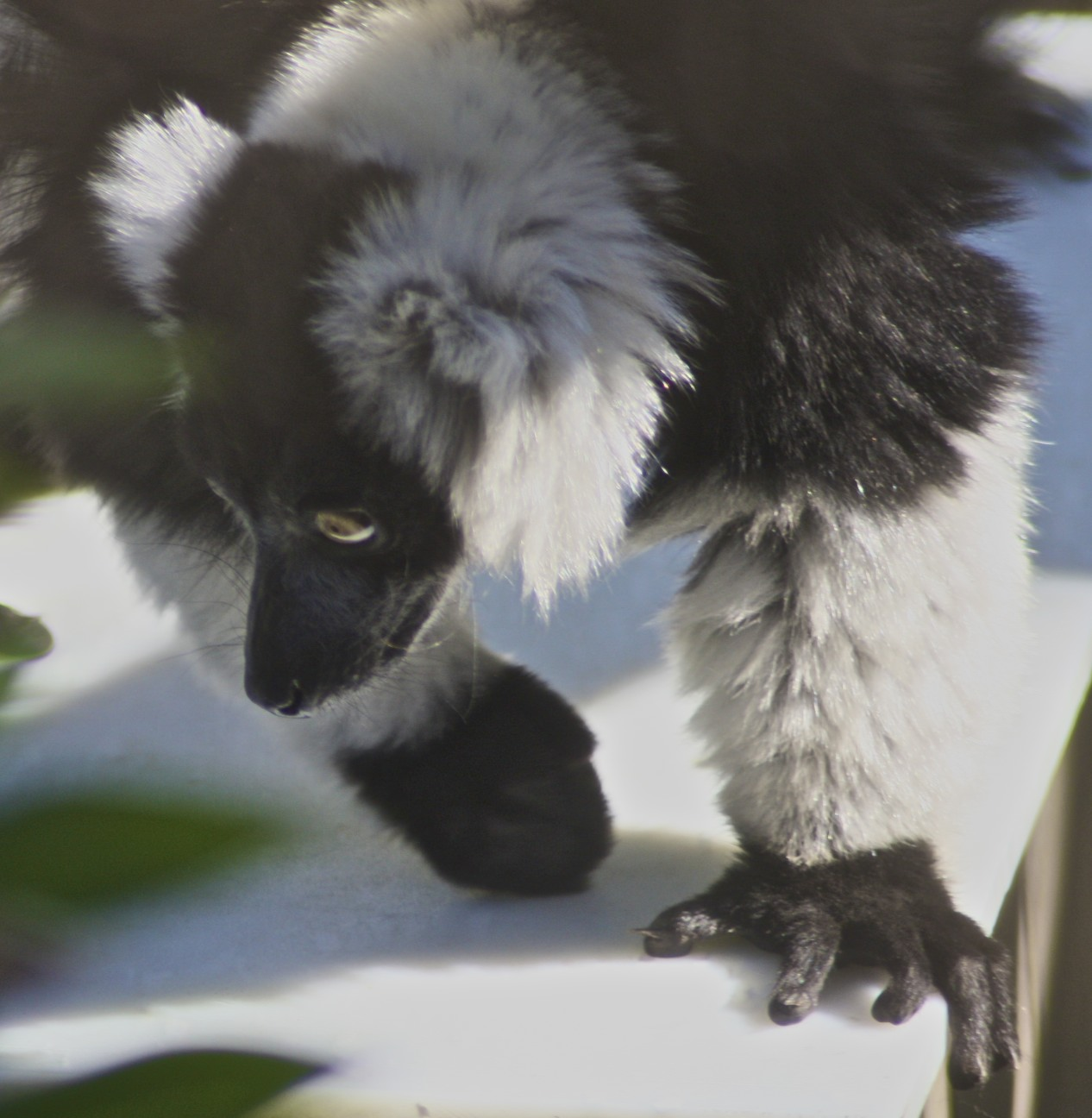
Vari noir et blanc.

- Description : couleurs blanches et noires asymétriques, pelage très dense protégeant de la pluie.

## Mode de vie
Il est très actif la nuit et le matin.

## Alimentation
Il consomme des feuilles, des fruits, des baies et des insectes.

## Reproduction
La gestation dure 3 mois environ. Il peut avoir entre 1 et 6 petits en même temps, qu'il laisse dans un nid au creux d'un arbre, par exemple. Contrairement aux autres lémuriens, il ne transporte pas ses petits.

## Divers
Le contraste entre le blanc et le noir de son pelage permet une excellente dissimulation dans les arbres. On peut l'observer dans les forêts pluviales de la côte Est de Madagascar du nord de Maroantsetra au sud de Farafangana.

## Menaces
Cette espèce endémique est menacée par le braconnage, mais surtout par le recul de son habitat forestier.

## Bases de référence taxonomiques
- (fr) CITES : taxon  Varecia variegata (sur le site du ministère français de l'Écologie) (consulté le 4 juin 2015)
- (en) Mammal Species of the World (3e  éd., 2005) : Varecia variegata  Kerr, 1792
- (en) UICN : espèce Varecia variegata (Kerr, 1792) (consulté le 4 juin 2015)
- (en) Catalogue of Life : Varecia variegata (Kerr, 1792) (consulté le 15 décembre 2020)
- (en) CITES : Varecia variegata (Kerr, 1792)  (+ répartition sur Species+) (consulté le 4 juin 2015)
- (fr + en) ITIS : Varecia variegata  (Kerr, 1792)
- (en) Animal Diversity Web : Varecia variegata
- (en) NCBI : Varecia variegata (taxons inclus)
- (en) Fonds documentaire ARKive : Varecia variegata